# Vasame
Vasame è un singolo in dialetto napoletano di Enzo Gragnaniello e interpretato dalla cantante italiana Arisa, pubblicato il 28 dicembre 2017 su etichetta Fenix Entertainment/ Warner Chappell Music Italiana.

## Descrizione
Vasame è la cover del brano in napoletano di Enzo Gragnaniello, pubblicato nel 2011 nell'album Radice. La canzone viene reinterpretata da Arisa e rilasciata come singolo per la colonna sonora del film Napoli velata diretto da Ferzan Özpetek che ha come protagonisti Giovanna Mezzogiorno e Alessandro Borghi. Il brano è entrato in rotazione radiofonica in concomitanza con l’arrivo del film nelle sale.
Il brano si caratterizza per un’interpretazione particolarmente intensa. Alla presentazione del progetto la cantante ha dichiarato:

## Trailer
Il 27 dicembre viene pubblicato sul canale YouTube della cantante una versione del trailer del film accompagnata dal brano Vasame.

## Tracce
Testi e musiche di Enzo Gragnaniello.
1. Vasame – 4:14